# Arts Maatschappij en Gezondheid
De arts Maatschappij en Gezondheid (ook wel afgekort tot arts M+G of arts M&G) is in Nederland een arts die binnen de sociale geneeskunde is gespecialiseerd en geregistreerd in een (of meer) van de richtingen die behoren tot de publieke gezondheidszorg; in het Engelse taalgebied wel de Community Medicine ofwel de Public Health genoemd.
Tot de artsen Maatschappij en Gezondheid wordt een heterogene groep van artsen gerekend die zijn gespecialiseerd op gebieden als infectieziektenbestrijding, tuberculosebestrijding, indicerende en adviserende geneeskunde, jeugdgezondheidszorg, vertrouwensartsen, beleid en management of de medische milieukunde. Ze werken vooral bij de (semi-)overheid, verzekeraars, onderzoeksinstituten, GGD of adviesorganen.
Nogal eens zijn ze meer gericht op de gezondheid van de bevolking dan van het individu, bijvoorbeeld in het geval van artsen infectieziektebestrijding, medisch milieukundigen en artsen beleid & management. Bij andere vakken uit deze groep geldt dat niet of in veel mindere mate, bijvoorbeeld voor jeugdartsen en vertrouwensartsen, die wel in hoge mate individuele patiëntenzorg bieden.

## Opleiding
De opleiding tot arts Maatschappij en gezondheid bestaat uit twee afzonderlijke fasen die beiden twee jaar duren. Het gehele traject tot arts Maatschappij en Gezondheid duurt dus na de geneeskunde-opleiding nog vier jaar.
In de eerste fase wordt men opgeleid in een van de profielen bij de NSPOH of TNO en wordt afgesloten met een registratie in het profielregister van de KNMG.
De tweede profieloverstijgende fase van de opleiding wordt aangeboden door de NSPOH of het UPHO, en is gericht op volksgezondheid, beleid, management, zorgsystemen en wetenschappelijk onderzoek. Sinds 2021 zijn universiteiten direct betrokken bij het wetenschappelijk onderzoek tijdens deze fase van de opleiding. Na afronding van deze fase kan men zich in het BIG-register registreren als arts Maatschappij en Gezondheid.

## Profielen
Het domein Maatschappij en Gezondheid bestaat uit verschillende profielen:
- Jeugdarts
- Arts infectieziektebestrijding
- Arts tuberculosebestrijding
- Arts medische milieukunde
- Vertrouwensarts
- Donorarts
- Arts medische indicatiestelling en advisering

In het verleden behoorde ook de forensische geneeskunde tot de artsen M+G, maar deze beroepsgroep heeft in 2020 besloten zich daarvan los te maken. Vanaf 1 februari 2022 is dit besluit bekrachtigd; sindsdien is het een zelfstandig geneeskundig profiel.

## Deskundigheidsgebieden
De opleiding tot arts Maatschappij en Gezondheid is in verandering en er wordt toegewerkt naar een brede geïntegreerde vierjarige geneeskundig specialistenopleiding (in tegenstelling tot de huidige eerste en tweede fase van de opleiding).
Bij deze nieuwe opleiding zal er sprake zijn van vijf deskundigheidsgebieden waarin een aantal oude profielen gecombineerd worden:
- Jeugdgezondheid
- Medische expertise kindermishandeling en huiselijk geweld
- Infectieziektebestrijding, tuberculosebestrijding en medische milieukunde (ITM)
- Medische advisering
- Donor- en farmaceutische geneeskunde